# Sankt Leonhard im Pitztal
Sankt Leonhard im Pitztal település Ausztria tartományának, Tirolnak a Imsti járásában található. Területe 223,4 km², lakosainak száma 1 419 fő, népsűrűsége pedig 6,4 fő/km² (2014. január 1-jén). A település 1366 méteres tengerszint feletti magasságban helyezkedik el.
A település részei: 
- Plangeross (272 fő, 2011. október 31-én): Mandarfe, Mittelberg, Tieflehn és Weißwald
- St. Leonhard im Pitztall (745 fő): Au, Bichl, Biedere, Eggenstall, Enger, Froschputzen, Köfels, Neurur, Piösmes, Scheibe, Scheibrand, Schwaighof, Stillebach, Trenkwald, Unterrain, Wald és Weixmannstall
- Zaunhof  (446 fő): Außerlehn, Boden, Burg, Egg, Enzenstall, Grüble, Hairlach, Moosbrücke, Oberlehn, Rauchenbichl, Rehwald, Schußlehn és Wiese

## Fordítás
- Ez a szócikk részben vagy egészben  a   Sankt Leonhard im Pitztal című angol Wikipédia-szócikk ezen változatának fordításán alapul.  Az eredeti cikk szerkesztőit annak laptörténete sorolja fel. Ez a jelzés csupán a megfogalmazás eredetét és a szerzői jogokat jelzi, nem szolgál a cikkben szereplő információk forrásmegjelöléseként.